# Medhi Amar Rouana
Medhi Amar Rouana (* 30. März 1994 in Maisons-Laffitte) ist ein algerisch-französischer Leichtathlet, der sich auf den Stabhochsprung spezialisiert hat und seit Juli 2023 international für Algerien an den Start geht. 2024 siegte er bei den Afrikaspielen in Accra und wurde im selben Jahr in Douala Vizeafrikameister.

## Sportliche Laufbahn
Erste internationale Erfahrungen sammelte Medhi Amar Rouana beim Europäischen Olympischen Jugendfestival (EYOF) 2011 in Trabzon, bei dem er mit übersprungenen 4,85 m den fünften Platz belegte. Zudem gelangte er bei den Jugendweltmeisterschaften nahe Lille mit 4,65 m auf den zwölften Platz. 2014 belegte er bei den U23-Mittelmeer-Meisterschaften in Aubagne mit 5,17 m den vierten Platz und in den folgenden Jahren konnte er sich für keine weiteren Meisterschaften qualifizieren. Nach seinem Nationenwechsel gewann er 2023 mit 5,30 m die Silbermedaille bei den Panarabischen Spielen in Algier hinter dem Katarer Seif Heneida. Im Jahr darauf siegte er dann bei den Afrikaspielen in Accra mit derselben Höhe. Im Juni gewann er bei den Afrikameisterschaften in Douala mit 5,10 m die Silbermedaille hinter dem Südafrikaner Kyle Rademeyer. 2025 gewann er bei den Arabischen Meisterschaften in Oran mit 5,20 m die Bronzemedaille hinter dem Katarer Seif Heneida und Hussain Al Hizam aus Saudi-Arabien.
2024 wurde Amar Rouana algerischer Meister im Stabhochsprung.